# George Fordyce

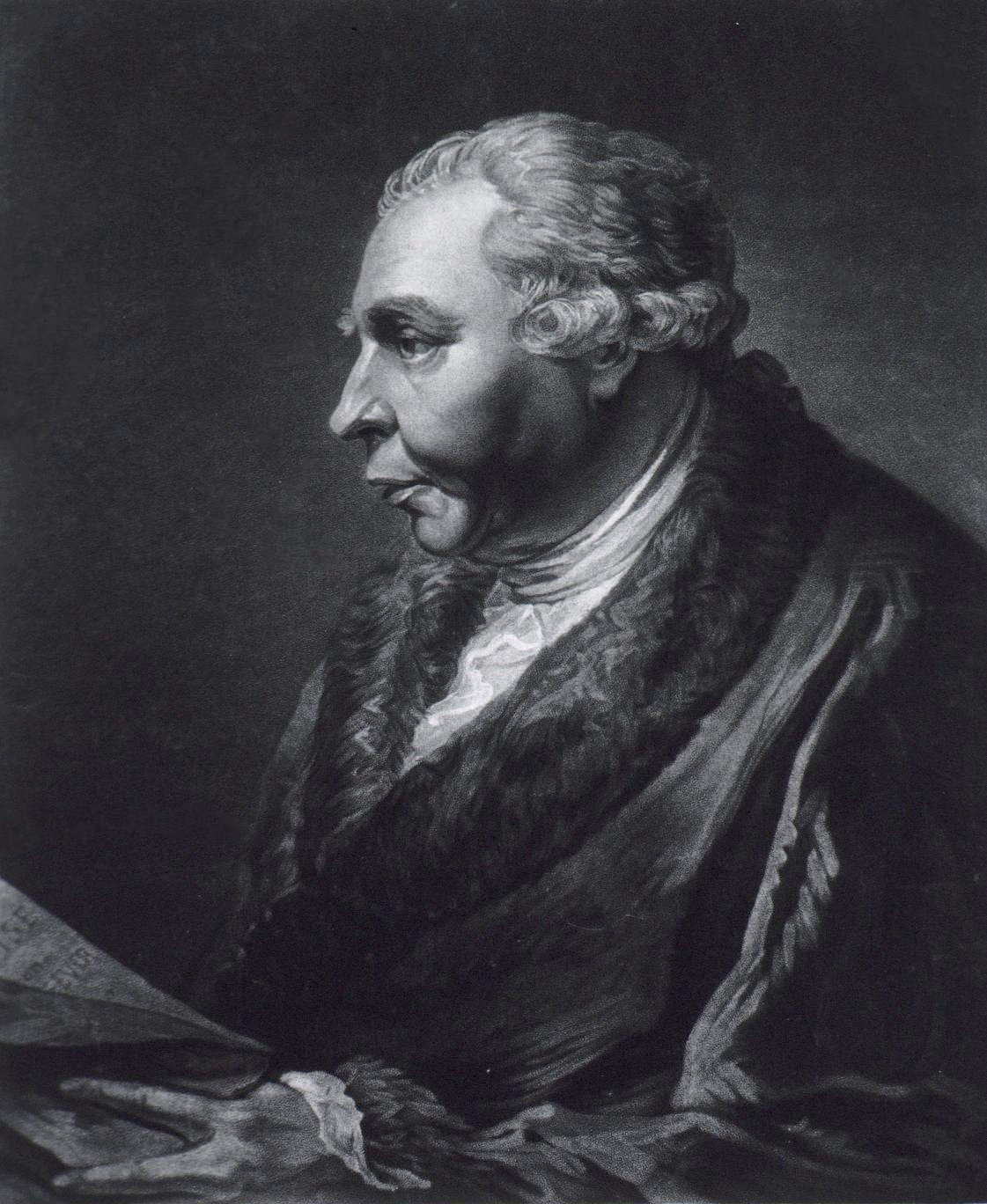
Porträt von Thomas Phillips aus dem Jahre 1796

George Fordyce  (* 18. November 1736 in Aberdeen, Schottland; † 25. Mai 1802 in London) war ein schottischer Arzt und Chemiker.

## Leben und Wirken
George Fordyce wurde im Jahre 1736 bei Aberdeen geboren. Sein Vater George Fordyce senior war Eigner eines kleinen Landgutes namens Broadford in der Nähe von Aberdeen. Er starb kurze Zeit vor seiner Geburt. Sein Großvater (fraglich 1663–1733), ein Propst aus Aberdeen, gehörte zu einer Großfamilie mit zwanzig Kindern, von denen mehrere ebenfalls Bekanntheit erlangten, etwa der schottische Philosoph und Professor der Philosophie, David Fordyce (1711–1751). Seine Großmutter und seines Großvaters zweite Ehefrau war Elizabeth Fordyce (1688–1760), Tochter des Revd. David Brown (1663–1704) und der Katherine Blackwell († 1717).
In Foveran (Aberdeenshire) begann er seine schulische Ausbildung und setzte diese am Marischal College in Aberdeen fort, das er mit dem akademischen Titel des Master of Arts im Alter von 14 Jahren verließ.
Fordyce war entschlossen, Medizin zu studieren, und wurde zunächst von seinem Onkel, dem Arzt Dr. John Fordyce aus Uppingham in Rutlandshire, auf den medizinischen Beruf vorbereitet. Später folgte der Besuch der Universität in Edinburgh, wo er von 1754 bis 1758 Medizin studierte. Fordyce schloss sein Studium im Oktober 1758 mit einer Inaugural-Dissertation De Catarrho ab (Dissertatio medica inauguralis, de catarrho. (…) Ad diem 13 Octobris meridie, loco solito).
In Edinburgh war er unter anderem Schüler von William Cullen (1710–1790), der sein Interesse an der Chemie und der Materia medica weckte, und ihm ebenfalls tiefere Einblicke in die praktische Medizin gab. Von dort ging er zunächst nach London, wo er bei William Hunter (1718–1783) seine anatomischen Kenntnisse vertiefte und im Chelsea Physic Garden seine pharmakologischen und botanischen. Im Jahre 1759 besuchte er für kurze Zeit Bernhard Siegfried Albinus (1697–1770) in Leiden, auch hier mit der Absicht, seine Anatomiekenntnisse zu vertiefen.
Noch im gleichen Jahr 1759 kehrte er nach England zurück und beschloss, sich erneut in London als Arzt und Dozent niederzulassen. Er hielt eine Reihe von Vorlesungen über Chemie. Im Jahr 1764 begann er auch eine Vorlesungsreihe über die Materia medica und die Praxis der Physik. Fordyce hielt diese viel besuchten Vorlesungen über einen Zeitraum von fast 30 Jahren.
Am 25. Juni 1765 erwarb Fordyce das Lizentiat am College of Physicians (Licentiate of the Royal College of Physicians).
Fünf Jahre später wurde die Stelle eines Arztes am St. Thomas Hospital durch den Tod von Mark Akenside (1721–1770) vakant. Fordyce war der Kandidat, der sich letztlich im Wettbewerb mit Sir William Watson durchsetzen konnte. Am 11. Juli 1770 trat er die Stelle an und behielt sie bis zu seinem Tod.
Im Jahr 1774 wurde er zum Mitglied des Literary Club gewählt, 1776 wurde er Mitglied der Fellows of the Royal Society. Hier verfasste Fordyce mehrere Beiträge für die Philosophical Transactions.
Im Januar 1774 wurden Fordyce und andere von Charles Blagden, dem Sekretär der Royal Society, zu dessen Hitzeresistenz-Experimenten eingeladen.
Im Jahr 1787 wählte man ihn ex speciali gratia (lat. aus besonderer Gnade) zum Mitglied des Royal College of Physicians. Die Mitgliedschaft war eine große Ehre, war sie doch in der Regel lediglich Absolventen der englischen Universitäten vorbehalten. Er hielt im Jahr 1791 die Harveian Oration, eine jährliche Vorlesung, die seit 1656 am Royal College of Physicians gehalten wird.
Obgleich William Black als einer der eigentlichen Begründer der evidenzbasierten Medizin betrachtet werden kann, wurde die Verbindung der Begriffe Evidenz und Medizin erstmals von Fordyce in seinem 1793 publizierten Artikel An Attempt to Improve the Evidence of Medicine vorgenommen.
Fordyce übernahm 1788 eine wichtige Rolle bei der Zusammenstellung des neuen Arzneibuchs Pharmacopoeia Londinensis. Im Jahr 1793 unterstützte er die Bildung einer Gesellschaft zur Verbesserung des medizinischen und chirurgischen Wissens. Fordyce war darüber hinaus ein durchaus spekulativer Denker, der sich mit den Kräften der Affinität, und der Art, wie diese zwischen den kleinsten Teilchen der Materie wirkten, beschäftigte. Er entwickelte eine unfertige Version zur Atomtheorie, dreißig Jahre bevor John Dalton (1766–1844) seine eigene Theorie (Dalton-Modell 1803) hierzu formulierte. Er spekulierte über die Zahl der Teilchen, die sich miteinander kombinieren, und wie dabei die Gewichte von Substanzen in die Kombinationen von Teilchen zusammenpassen würden.
Fordyce führte chemische, experimentelle Untersuchungen, etwa zur bzw. gegen die Phlogistontheorie durch. Er untersuchte die Massenzunahme bei der Kalzination von Metallen (was gegen die Phlogiston-Theorie sprach), stellte fest, dass Säuren und Basen neutrale Salze bilden, wenn sie in einem bestimmten Massenverhältnis stehen, und benutzte 1792 als Erster Alkalihydroxid bei der Säure-Base-Titration (statt wie bis dahin üblich Kaliumcarbonat).
Als praktizierender Arzt soll Fordyce zunächst nicht erfolgreich gewesen sein, was man zum Teil auch auf seine vernachlässigte äußere Erscheinung und Kleidung zurückführte. Später praktizierte er hingegen erfolgreich, bis seine Gesundheit ihn zwang, seine ärztliche Tätigkeit aufzugeben.
Im Jahre 1762 heiratete er die Tochter von Charles Stuart, Esq., Konservator der schottischen Privilegien in den Vereinigten Niederlanden (Esq., conservator of Scots privileges in the United Netherlands). Er war Vater von zwei Söhnen, die jung starben – George bereits als Kind, William ertrank in der Themse im Alter von elf Jahren. Nur die beiden Töchter überlebten ihn. Eine der Töchter, Mary Sophia Fordyce heiratete Samuel Bentham (1757–1832), Bruder von Jeremy Bentham, während Margaret niemals verheiratet war. Im St. Thomas Hospital ist ein Porträt von Fordyce zu sehen (Thomas Phillips, 1796).
Er starb am 25. Mai 1802 in seinem Haus in Essex Street, Strand in London, an Folgeerkrankungen, die mit Gicht (Hyperurikämie) assoziiert waren, und wurde in St. Anne’s Church in Soho begraben.

## Werke (Auswahl)
- Dissertatio medica inauguralis, de catarrho: Quam annuente summo numine, ex auctoritate reverendi admodum viri, D. Joannis Gowdie, academiæ Edinburgenæ præfecti; nec non amplissimi senatus academici consensu et nobilissimae facultatis medicæ decreto; pro gradu doctoratus, summisque in medicina honoribus et privilegiis rite et legitime consequendis; eruditorum examini subjicit G. Fordyce, A.M. Scoto-Britannus. Ad diem 13 Octobris meridie, loco solito.
- Elements of Agriculture and Vegetation. Edinburgh (1765). 5. Auflage: 1796; archive.org.
  - Franz Xaver Schwediauer (Übersetzer). Anfangsgründe des Ackerbaues und Wachstums der Pflanzen. R. Gräffer, Wien 1778; Digitalisat.
- Elements of the practice of physic Part the II. Containing the history and methods of treating fevers and internal inflammations. J. Johnson, London (1768). 3. Auflage: 1771. 5. Auflage: 1784; archive.org.
  - Grundsätze der ausübenden Arzneigelehrtheit … J. G. Rothe, Kopenhagen 1769; Digitalisat
- A treatise on the digestion of food.  Printed for Joseph Johnson, London 1791; archive.org.
  - Christian Friedrich Michaelis (Übersetzer). George Fordyce|Georg Fordyce’s … neue Untersuchungen des Verdauungsgeschäftes der Nahrungsmittel. Johann David Schöps, Zitta / Leipzig 1793; Digitalisat
- A Dissertation on Simple Fever, or on fever consisting of one paroxysm only. J. Johnson, London (1794); archive.org.
- A second dissertation on fever; containing the history and method of treatment of a regular tertian intermittent. London  (1795); archive.org.
- A third dissertation on fever Containing the history and method of treatment of a regular continued fever, supposing it is left to pursue its ordinary course. London (1798); archive.org.
- A Fourth Dissertation on Fever. Containing the history of, and remedies to be employed in irregular intermitting fevers. J. Johnson, London (1802); archive.org.
- A fifth dissertation on fever, containing the history of, and remedies to be employed in, irregular continued fevers. Edited by W C Wells. J. Johnson, London (1803).
  - Christian Friedrich Michaelis (Übersetzer). George Fordyce’s … praktische Abhandlungen über das Fieber. Johann David Schöps, Leipzig Teil I (1797); Digitalisat. Teil II (1799); Digitalisat.
- An Attempt to improve the Evidence of Medicine. (1793)
  - Franz Swediaur (Übersetzer). Essai d’un nouveau plan d’observations médicales, pour les rendre moins incertaines et plus utiles aux progrès de l’art, par George Fordyce … J. H. Stone, Paris 1811; gallica.bnf.fr
- Five dissertations on fever.   Bradford & Read, Boston (1815). 2. Auflage: 1823; archive.org.
  - Christian Friedrich Michaelis (Übersetzer). D. George Fordyces … Anfangsgründe der theoretischen und praktischen Arzneiwissenschaft. Wilhelm Gottlieb Korn, Breslau 1797; Digitalisat.